# Costești, Moldova
Costești este un oraș din raionul Rîșcani, Republica Moldova. Orașul este așezat în partea de nord-vest a țării pe malul Ciuhurului, la confluența acestuia cu Prut, și este scăldat de apele lacului de acumulare Costești-Stânca. Localitatea se întinde pe o suprafață de 85 ha. Are o populație de aproximativ 3.500 locuitori (2014). La Costești se află Centrala hidroelectrică de la Stânca - Costești.

## Istorie
Prima atestare a avut loc la 15 august 1499, când Ștefan cel Mare a întărit lui Efrem, slugă domnească, stăpânirea peste a treia parte din moșia satului Costești de lângă gura Ciuhurului, cumpărat cu 200 zloți tătărești de la Oliușca:
„Din mila lui Dumnezeu, noi, Ștefan voievod, domn al Țării Moldovei. Facem cunoscut, cu această carte a noastră, tuturor celor care o vor vedea sau o vor auzi citindu-se, că a venit, înaintea noastră și înaintea tuturor boierilor noștri moldoveni, mari și mici, Oliușca, de bunăvoia ei, nesilită de nimeni, nici asuprită, și a vândut ocina ei dreaptă, din uricul său drept, a treia parte de sat din Costeți, la gura Ciuhurului, unde cade în Prut, partea de mijloc, pe care i-a dat-o chiar înaintea noastre sluga noastră Iurie al lui Brae, fiul lui Boris al lui Brae, și nepoatele lui de soră, Marina și Nastea, și verii lor, Ivanco și surorile lui, Nastea, și Fădora și Anușca, fiii lui Ivașco, și de asemenea, altă Nastea, fiica Oliușăi, și a vândut acea a treia parte de sat slugii noastre Efrem, pentru 200 de zloți tătărești.

Și s-a sculat sluga noastre Efrem și a plătit toți acei mai sus scriși bani, două sute de zloți tătărești, în mâinile Oliușcăi.

...

Iar pentru mare putere și întărire a tuturor celor mai sus scrise, am poruncit credinciosului nostru pan, Tăutul logofăt, să scrie și să atârne pecetea noastră la această carte a noastre.

A scris Mătei, la Suceava, în anul 7007 <1499>, luna august 15.”
În secolul al XIX-lea localitatea aparținea volostei Zăbriceni. În 1902 în Costești erau 187 de case, cu o populație de 912 persoane, toți țărani români, care posedau pământ de împroprietărire 750 desetine. Proprietari erau Strâmban cu 657 desetine și Scordeli cu 350 desetine. Erau înregistrate vii și grădini cu pomi, cât și o biserică cu hramul Sf. Nicolae.
Odată cu construcție nodului hidrotehnic Costești-Stânca în 1975, satul din vale s-a mutat mai sus pe costișă. Satul vechi s-a cufundat în apele lacului de acumulare Costești-Stânca. Alături de noile case individuale ale locuitorilor băștinași au fost construite 5 blocuri de 5 nivele și 24 de blocuri cu 2 nivele.

## Administrație și politică
Componența Consiliului local Costești (13 consilieri), ales la 5 noiembrie 2023, este următoarea:
|  | Partid                                        | Consilieri | Componență | Componență | Componență | Componență |
|  | --------------------------------------------- | ---------- | ---------- | ---------- | ---------- | ---------- |
|  | Partidul Socialiștilor din Republica Moldova  | 4          |            |            |            |            |
|  | Partidul Acțiune și Solidaritate              | 3          |            |            |            |            |
|  | Partidul Comuniștilor din Republica Moldova   | 2          |            |            |            |            |
|  | Candidat independent VITALI DEADIC            | 1          |            |            |            |            |
|  | Partidul Dezvoltării și Consolidării Moldovei | 1          |            |            |            |            |
|  | Partidul „Renaștere”                          | 1          |            |            |            |            |
|  | Candidat independent VALENTIN ȘATCOVSCHI      | 1          |            |            |            |            |